# Kawardha
Kawardha är en stad vid floden Sakri i delstaten Chhattisgarh i Indien, och är huvudort för distriktet Kabirdham. Folkmängden uppgick till 44 205 invånare vid folkräkningen 2011, med förorter 46 657 invånare.